# Tityopsis rolandoi
Espèce
Tityopsis rolandoi est une espèce de scorpions de la famille des Buthidae.

## Distribution
Cette espèce est endémique de la province de Matanzas à Cuba. Elle se rencontre vers Matanzas.

## Description
Le mâle holotype mesure 23,32 mm et la femelle paratype 28,55 mm.

## Étymologie
Cette espèce est nommée en l'honneur de Rolando Teruel.

## Publication originale
- Kovařík, Stockmann, Šťáhlavský & Yong, 2024 : « Tityopsis rolandoi sp.n. (Scorpiones: Buthidae) from Cuba. » Euscorpius, no 400, p. 1-15 (texte intégral).